# بنگاه ترجمه و نشر کتاب
بنگاه ترجمه و نشر کتاب، در سال ۱۳۳۳ با ابتکار احسان یارشاطر و به فرمان محمدرضا شاه پهلوی بنیان شد. این بنگاه هدفی فرهنگی داشت و سازمانی ناسودبر بود و بر‌اساس قانون تجارت اداره می‌شد. بنگاه ترجمه و نشر کتاب از سال ۱۳۴۱ فرح پهلوی را به ریاست خود برگزید. در سال ۱۳۴۳ سرپرستی امور مالی بنگاه ترجمه و نشر کتاب به سازمان تازه‌بنیادِ بنیاد پهلوی سپرده شد. پس از انقلاب اسلامی، بنگاه با تغییراتی، زیر سرپرستی بنیاد علوی درآمد.

## هدف، سازمان و مدیریت

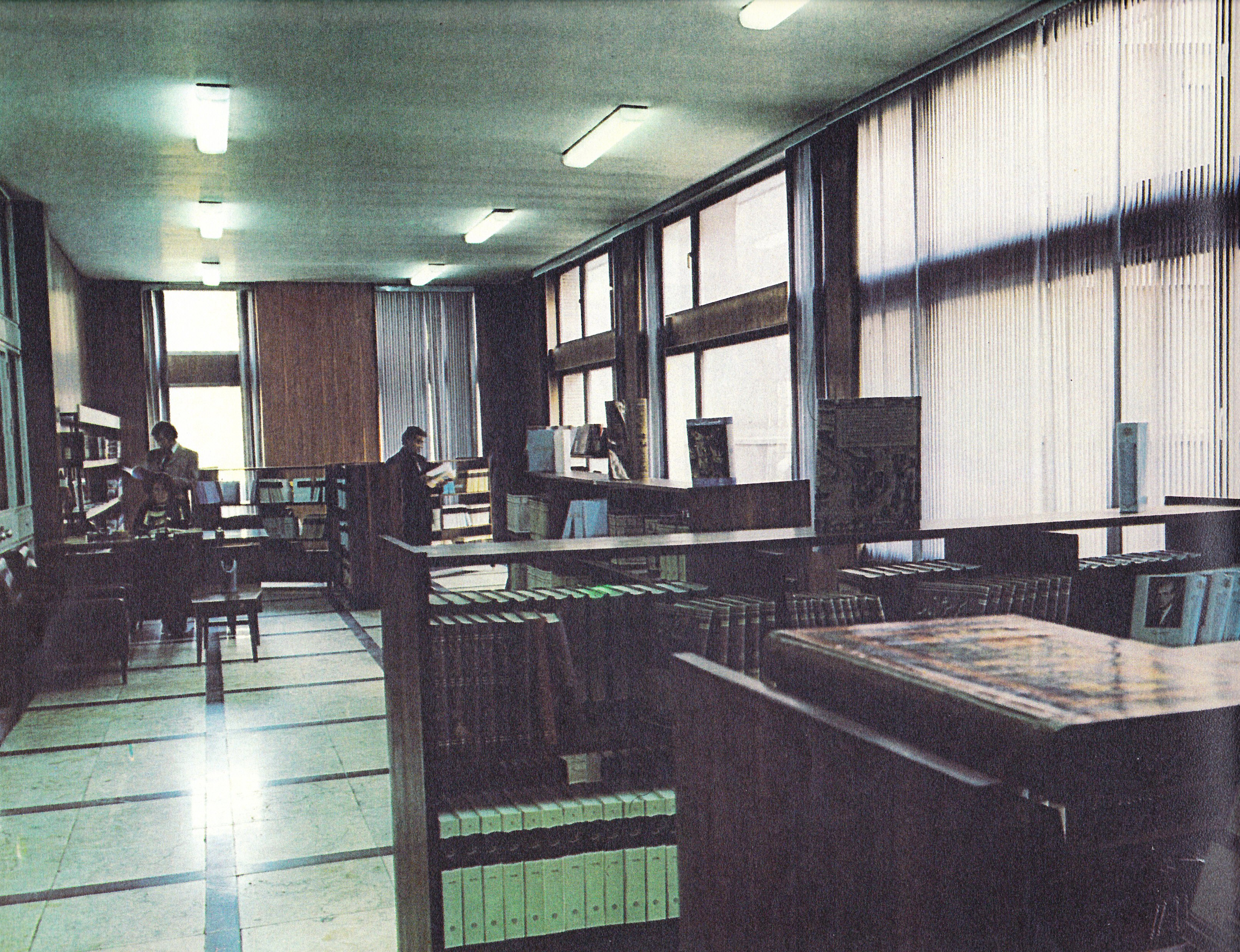
کتابخانه بنگاه ترجمه و نشر کتاب

هدف از بنیان این بنگاه این بود که از راه ترجمه و چاپ کتاب‌های مهم جهان به زبان پارسی، و آشنا کردن مردم کشور با برترین شاهکارهای اندیشه بشری در دوره‌های گوناگون، موجب برانگیختن خوانندگان و نیرومند شدن فکر آنان  گردد. همچنین با برگرداندن کتاب‌های ارزنده در راه گسترش و پیشرفت زبان فارسی کوشیده و به کمک آثار و اندیشه‌های نو این زبان را پربارتر کند. هم چنین از دیگر هدف‌های بنگاه این بود که فن برگردان و نویسندگی را پیشرفت دهد، و با ترجمه مقالات، در پیشبرد پژوهش‌های علمی کوشا باشد. نیز سبب‌ساز آشنایی مردم جهان با ایران با تاریخ و تمدن کهن ایران از راه ترجمه کتاب‌های ایرانی باشد. و از این رو هرچند بنگاه اولویت هدف خود را به برگردان کتاب‌های ادبی قرار داد، ولی بنا به شرایط ویژه، کتاب‌های علمی، فلسفی، اجتماعی و هم چنین کتاب‌های مربوط به ایران را چاپ می‌کرد.
ارکان اصلی سازمان بنگاه ترجمه و نشر کتاب هیئت مدیره، مدیر عامل و بازرس بود.
هیئت مدیره از پنج نفر تشکیل می‌شد که چهار تن آنان از سوی نایب‌التولیه (که سمت ریاست هیئت مدیره را داشت) برگزیده شده و اداره بنگاه را بر عهده داشتند. یک نفر از اعضای هیئت مدیره از جانب نایب‌التولیه به سمت مدیرعامل و یک نفر از بیرون به عنوان بازرس برگزیده می‌شد. وظایف هیئت مدیره برآورده کردن هدف‌ها و راه و روش بنگاه، و تصویب بودجه، برنامه‌ها، و آیین‌نامه‌های نگاشته شده از سوی مدیرعامل بود.
سازمان اداری و فنی بنگاه دربرگیرنده مدیرعامل، مشاور عالی، بازرس، و هیئت همکاران بنگاه، برای مرور و مقابله، امور چاپ، پخش و توزیع، حسابداری و دفتر بود.
سرمایه اولیه بنگاه، یک میلیون ریال بود، و سپس به پنج میلیون ریال (یا پنج هزار سهم هزار ریالی) افزایش یافت. بنگاه برای پیشبرد طرح‌ها می‌بایست بخشی از بودجه خود را از فروش انتشارات تأمین کند، همچنین بنگاه از پشتیبانی مالی شرکت ملی نفت، بنیاد پهلوی و سازمان برنامه و بودجه نیز برخوردار بود.

## مدیران و همکاران
- روسای هیئت مدیره: اسدالله علم (۱۳۴۲ خ) و جعفر شریف‌امامی (۱۳۴۵ خ)
- مدیرعامل: احسان یارشاطر
- مشاوران: سید حسن تقی‌زاده و محمد حجازی، محمد سعیدی و ابراهیم خواجه‌نوری
- معاونین: بهرام فره‌وشی، عبدالحسین زرین‌کوب، ایرج افشار، جعفر شعار، و عبدالله سیار
- بازرس: ادوارد ژوزف (سال ۱۳۳۵)
- نویسندگان و مترجمان: پرویز ناتل خانلری، فضل‌الله رضا، عنایت‌الله رضا، غلامحسین یوسفی، جعفر شعار، سعید نفیسی، محمدعلی جمال‌زاده، کریم کشاورز، سید جعفر شهیدی، بهاءالدین خرمشاهی، جلال‌الدین همایی، سید صادق گوهرین، حسین خدیو جم، محمد پروین گنابادی، مسعود رجب‌نیا، داریوش آشوری، حسین معصومی همدانی و….

## فعالیت‌ها

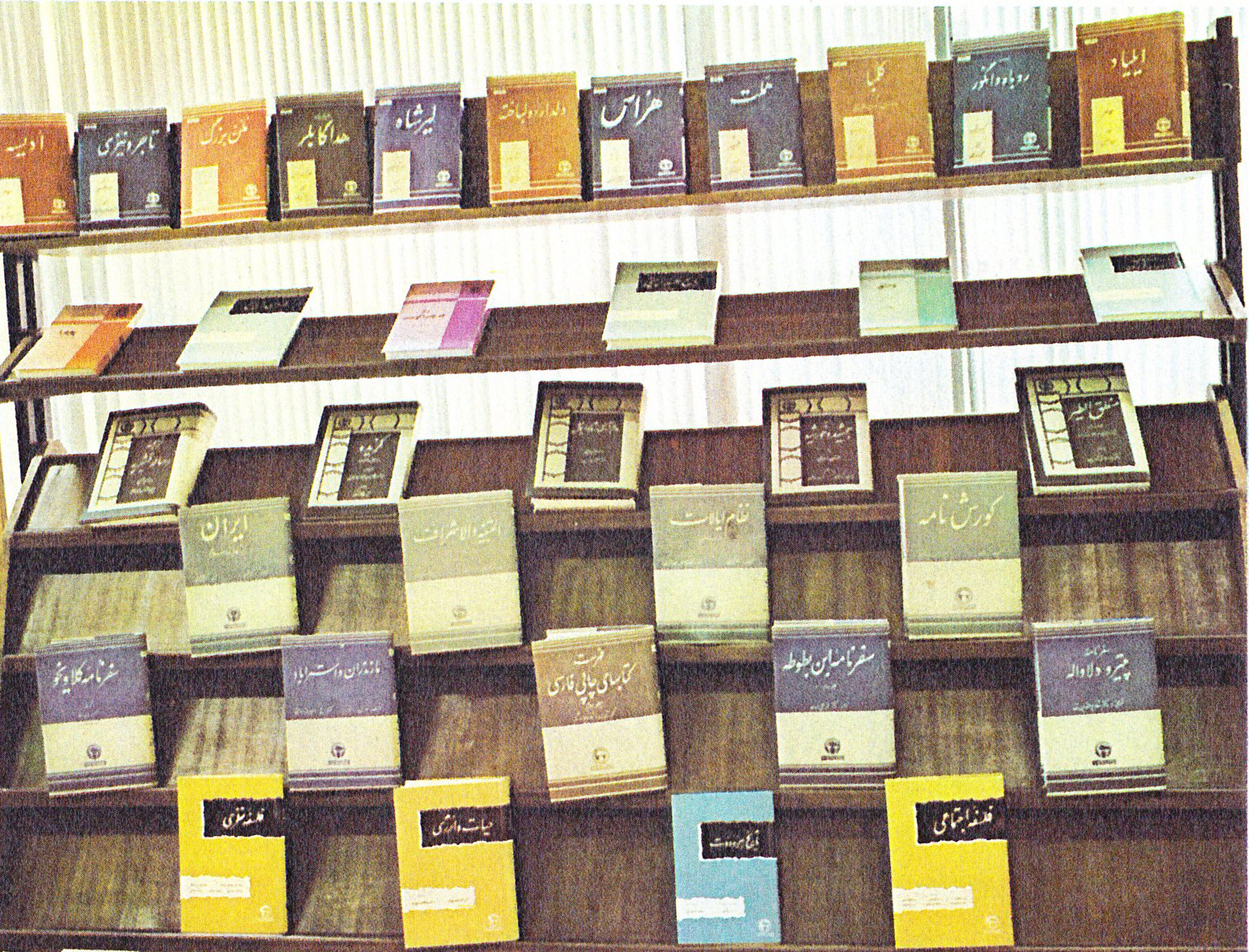
نمونه‌ای از انتشارات بنگاه ترجمه و نشر کتاب

بنگاه ترجمه و نشر کتاب در چاپ نوشته‌های مهم فارسی و ترجمهٔ کارهای نویسندگان بزرگ خارجی دربارهٔ ایران و ایران‌شناسی و چاپ کتاب‌هایی که در پرورش ذهنی طبقات گوناگون اجتماع به ویژه جوانان و نوجوانان اثر داشت همواره نقش اساسی برعهده‌داشت و هر مجموعه بر پایه پژوهش‌های بسیار و طرحی ویژه طراحی می‌شد و در دوران فعالیت خود گام‌های بلندی برای رسیدن به هدف خویش برداشته‌است.
انتشارات بنگاه در مجموعه‌های گوناگون در پاسخ به نیازهای ویژه‌ای طراحی می‌شد. برای نخستین بار در ایران بنگاه برآن شد که برگردان را با متن اصلی برای اطمینان از درستی و دقت آن انجام دهد. بنگاه استانداردهایی برای چاپ کتاب در ایران بنیان کرد که می‌توان نشانه بنگاه را نام برد که آن گوزنی است که روی گلدان سرامیک که در خرابه‌های شوش پیدا شده‌بود نقش داشت که بیش از ۶۰۰۰ سال از قدمت آن می‌گذرد به عنوان علامت ویژه بنگاه طراحی شد، هم چنین بنگاه صفحه شناسایی کتاب را که دربرگیرنده نام نویسنده، حق مؤلف، چاپخانه و تیراژ چاپ و شمار صفحات، کدامین ویرایش و چاپ را نیز در چاپ کتاب خود بکار برد که دیگر ناشران آن را دنبال کردند. کتاب‌های چاپ شده بنگاه با لفاف‌های رنگی به بازار آمد که موجی از نوآوری‌هایی را به وجود آورد.
بنگاه اجازه چاپ یادداشت اهدائیه یا پیشگفتارهایی با این مضمون را در ابتدای کتاب‌ها نمی‌داد و این واکنشی بود در برابر مقدمه‌های طولانی و غیرضروری که در آن زمان معمول بود، بدین‌روی از ۱۳۳۶ تنها عبارت «به فرمان محمدرضاشاه پهلوی» بر صفحه سفید جداگانه‌ای، مشابه صفحات پیش از متن، چاپ می‌شد. از سال ۱۳۴۶ فرانام رسمی «آریامهر» نیز بدان افزوده شد.
مجموعه‌های عمده انتشارات بنگاه عبارت بود از:
1. مجموعه ادبیات خارجی مشتمل بر ۷۱ جلد که در ۱۳۳۳ با ترجمه آثاری چون ویلهلم تل (ترجمهٔ محمدعلی جمالزاده)، روایت ژوزف بدیه از تریستان و ایزولد (ترجمهٔ پرویز ناتل خانلری) و پنج رساله افلاطون (ترجمهٔ محمود صناعی) آغاز شد. نشر این مجموعه با بهره‌گیری از حسن شهرت مترجمان، کیفیت تولید و چاپ و فقدان اشتباهات چاپی، تأثیر قابل ملاحظه‌ای بر ناشران و خوانندگان ایرانی نهاد. شماری از ترجمه‌های این مجموعه در چارچوب «مجموعه آثار برگزیده» یونسکو قرار گرفت.
2. ادبیات کودکان و نوجوانان که ابتدا شامل سه مجموعه بود: مجموعه کودکان (برای گروه سنی ۴–۷ سال در ۲۴ جلد)؛ مجموعه نوجوانان (برای گروه سنی ۸–۱۱ سال در ۲۷ جلد)؛ و مجموعه جوانان (برای گروه سنی ۱۲–۱۵ سال در ۴۷ جلد) و بعدها چهار مجموعه دیگر در این چارچوب قرار گرفت: چهره ملل (۳۱ جلد)؛ داستانهای ملل (۱۸ جلد)؛ سرگذشت بزرگان (۵ جلد) و آیینه ایران (۳ جلد).
3. مجموعه ایرانشناسی (۶۸ جلد) مشتمل بر ترجمه آثار خاورشناسان غربی و نویسندگان کلاسیک و ایران‌شناسان روسی که کمتر در دسترس خوانندگان فارسی‌زبان بود.
4. مجموعه متون فارسی (۴۸جلد) که به چاپ انتقادی متون چاپ‌نشده فارسی اختصاص داشت.
5. مجموعه معارف عمومی (۱۳۸ جلد) از دانستنی‌های عمومی.
6. کتابشناسی‌ها، مهم‌ترین اثر این مجموعه فهرست کتاب‌های چاپی فارسی خانبابا مشار و دومین اثر از این مجموعه کتابشناسی موضوعی ایران (سالهای ۱۳۴۳–۱۳۴۸).
7. دانشنامه ایران و اسلام، مشتمل بر ترجمه ویرایش دوم «دائرةالمعارف اسلام» به فارسی، با مقالات تکمیلی ویژه برای مدخلهای ایران.

کتاب‌فروشی‌های تهران و شهرستان‌ها انتشارات بنگاه را در سطح کشور پخش می‌کردند، ولی به سبب اندک بودن شمار آنان، کتاب‌های چاپ شده زود نایاب می‌شد و بنگاه نیز به سبب محدودیت چاپخانه‌های طرف قرارداد و کمبود سرمایه لازم، نمی‌توانست جوابگوی تقاضاها باشد، و در عین حال از حق انتشار خود نیز صرف نظر نمی‌کرد تا نویسندگان بتوانند آثارشان را برای چاپ مجدد به ناشران دیگر بسپارند.
بنگاه به زبان‌های دیگر نیز انتشاراتی داشت که شامل این مجموعه‌ها بود:
- الف) مجموعه میراث ایران (۳۶عنوان)، این مجموعه بر اساس پیشنهاد یارشاطر و برنامه یونسکو برای ترجمه آثار برگزیده فارسی آغاز شد. در ۱۳۴۰، یونسکو با حضور شماری از شرق شناسان، از جمله مورگنستیرنه، آربری، ماسه، گوستاو فون گرونبام، الساندرو بوزانی و مقامات یونسکو، موافقتنامه مجموعه تازه‌ای با عنوان میراث ایران را تنظیم کرد. کتابهای این مجموعه آثار ادبی، تاریخی، فلسفی و عرفانی به انگلیسی، فرانسوی، آلمانی، ایتالیایی و ژاپنی را شامل می‌شد.
- ب) مجموعه مطالعات ایرانی شامل تک‌نگاریهای تحقیقی در زمینه مطالعات ایرانی (دوازده جلد منتشر شده‌است).
- ج) مجموعه ادبیات نوین فارسی (هشت جلد).
- د) ایرانیکا: در ۱۳۵۰، یارشاطر از طریق دانشگاه کلمبیا، به سازمان موقوفه ملی آمریکا برای علوم انسانی پیشنهادی برای تألیف دانشنامه ایرانیکا ارائه کرد. انتشار این اثر با حمایت مالی نهاد مذکور و سازمان برنامه آغاز شد که اکنون تنها از حمایت نخستین مرکز برخوردار است.
- ه) طرح ترجمه طبری، ترجمه این اثر در ۱۳۴۹ برای ملاحظه به کمیسیون عرب یونسکو پیشنهاد شد اما کمیسیون به اولویتهای دیگر نظر مساعد داشت و بنابراین، با تصویب یونسکو، بنگاه تعهد کرد که این کار را پیش ببرد و انتشار آن در چهل جلد از جمله دو جلد فهارس و ضمائم در ۱۳۶۳ پس از حدود ده سال تدارک آغاز شد.[نیازمند منبع]

## انقلاب ۱۳۵۷
پس از انقلاب ۱۳۵۷، بنگاه ترجمه و نشر کتاب با تغییراتی تحت سرپرستی بنیاد علوی قرار گرفت. در سال ۱۳۵۹ سازمانی وابسته به بنیاد علوی و بنیاد مستضعفان شد. در پایان سال ۱۳۶۰ با تغییراتی که در سازمان بنگاه ترجمه و نشر کتاب صورت گرفت به مرکز انتشارات علمی و فرهنگی تغییر یافت.

## فهرست کتاب‌های فارسی
مجموعه‌های عمده انتشارات بنگاه عبارت بود از:

### مجموعه ادبیات خارجی
مجموعه ادبیات خارجی مشتمل بر ۷۱ جلد که در ۱۳۳۳ با ترجمه آثاری چون ویلهلم تل (ترجمهٔ محمدعلی جمالزاده)، روایت ژوزف بدیه از تریستان و ایزولد (ترجمهٔ پرویز ناتل خانلری) و پنج رساله افلاطون (ترجمهٔ محمود صناعی) آغاز شد. نشر این مجموعه با بهره‌گیری از حسن شهرت مترجمان، کیفیت تولید و چاپ و فقدان اشتباهات چاپی، تأثیر قابل ملاحظه‌ای بر ناشران و خوانندگان ایرانی نهاد. شماری از ترجمه‌های این مجموعه در چارچوب «مجموعه آثار برگزیده» یونسکو قرار گرفت:
۱- ویلهلم تل،‌ (ترجمهٔ محمدعلی جمالزاده) ۲- تریستان و ایزولد، ژوزف بدیه (ترجمهٔ پرویز ناتل خانلری) ۳- پنج رساله، افلاطون (ترجمهٔ محمود صناعی) ۴- پدران و پسران، ایوان تورگنیف (ترجمهٔ مهری آهی) ۵- باباگوریو،‌ انوره دو بالزاک (ترجمهٔ ادوارد ژوزف)، اشعار منتخب ویکتور هوگو – ویکتور هوگو (ترجمة نصرالله فلسفی)، سفرنامه گالیور، جاناتان سویفت (ترجمة منوچهر امیری)،  شاهزاده خانم بابل، ولتر (ترجمة ناصح ناطق)، قربانی و چهار نمایشنامه دیگر (پستخانه ، مرتاض ، مالینی ، شاه و ملکه)، رابیندرانات تاگور (ترجمة فریدون گرگانی)، «هلن ،هیپولیت، آلسِست، ایون»،‌ اوریپید (ترجمة محمد سعیدی)، عیش پیری و راز دوستی، سیسرون (ترجمة محمد حجازی)

### مجموعه ایرانشناسی
در 76 جلد، دربرگیرنده ترجمه آثار خاورشناسان غربی و نویسندگان کلاسیک و ایران‌شناسان روسی که کمتر در دسترس خوانندگان فارسی‌زبان بود:
| عنوان                                  | نویسنده           | مترجم                | نخستین سال نشر |
| -------------------------------------- | ----------------- | -------------------- | -------------- |
| ایران از آغاز تا اسلام                 | رومن گیرشمن       | محمد معین            |                |
| مسافرت به ایران                        |                   | محسن صبا             |                |
| راهنمای صنایع اسلامی                   |                   | عبدالله فریار        |                |
| برمکیان                                |                   | عبدالحسین میکده      |                |
| مازنداران و استرآباد                   |                   | وحید مازندرانی       |                |
| کیانیان                                | آرتور کرینستین سن | ذبیح اله صفا         |                |
| مقدمه ابن خلدون – جلد اول              | محمد ابن خلدون    | محمد‌پروین گنابادی    |                |
| میراث ایران                            |                   | چند تن از فضلا       |                |
| فهرست کتب چاپی فارسی                   |                   | چند تن از فضلا       |                |
| سفرنامه کلاویخو                        | کلاویخو           | مسعود رجب نیا        |                |
| سفرنامه ابن بطوطه – جلد اول            | ابن بطوطه         | محمدعلی موحد         |                |
| طب اسلامی                              |                   | مسعود رجب نیا        |                |
| تاریخ ادبیات فارسی                     |                   | رضا زاده شفق         |                |
| تمدن ایرانی                            |                   | عیسی بهنام           |                |
| سرزمین های خلافت شرقی                  |                   | محمود عرفان          |                |
| سیاحت درویشی دروغین                    | آرمینیوس وامبری   | فتح علی خواجه نوریان |                |
| مقدمه ابن خلدون – جلد دوم              | ابن‌خلدون          | محمد پروین گنابادی   |                |
| دون ژوان ایرانی                        |                   | مسعود رجب نیا        |                |
| جنگ‌های ایران و روم                     |                   | محمد سعیدی           |                |
| مالک و زارع در ایران                   | آن لمبتون         | منوچهر امیری         |                |
| زندگی شگفت آور تیمور                   | ابن عربشاه        | محمدعلی نجاتی        |                |
| اسناد و مکاتبات تاریخی                 |                   | عبدالحسین نوایی      |                |
| بیست مقاله تقی زاده                    | سید حسن تقی‌زاده   | احمد آرام            |                |
| تاریخ یعقوبی – جلد اول                 |                   | محمدابراهیم آیتی     |                |
| کوروش نامه                             | گزنفون            | رضا مشایخی           |                |
| فهرست کتب چاپی فارسی – جلد دوم         |                   | خان‌بابا مشار         |                |
| سفرنامه فرد ریچاردز                    |                   | مهین دخت صبا         |                |
| البلدان                                |                   | محمدابراهیم آیتی     |                |
| تاریخ یعقوبی – جلد دوم                 |                   | محمدابراهیم آیتی     |                |
| انقراض سلسله صفویه                     | لارنس لکهارت      | اسماعیل دولتشاهی     |                |
| مروج الذهب- جلد اول                    |                   | ابوالقاسم پاینده     |                |
| داستانهای ایران باستان                 |                   | احسان یارشاطر        |                |
| تاریخ ماد                              |                   | کریم کشاورز          |                |
| نظام اجتماعی مغول                      |                   | شیرین بیانی          |                |
| شیراز                                  |                   | منوچهر کاشف          |                |
| تاریخ ملل و دول اسلامی                 | رنه بروکلمان      | هادی جزایری          |                |
| زندگی نادر شاه                         |                   | اسماعیل دولتشاهی     |                |
| تاریخ هنر ایران- جلد اول               |                   | عیسی بهنام           |                |
| تاریخ ایران باستان                     |                   | روحی ارباب           |                |
| تاریخ هنر اسلامی                       |                   | مسعود رجب نیا        |                |
| مروج الذهب – جلد دوم                   |                   | ابوالقاسم پاینده     |                |
| داستانهای شاهنامه                      |                   | احسان یارشاطر        |                |
| باغ‌های ایران                           |                   | مهین دخت صبا         |                |
| خلیج فارس                              |                   | محمد سعیدی           |                |
| پیترو دلاواله                          | پیترو دلاواله     | شجاع الدین شفا       |                |
| سفرنامه ابن بطوطه – جلد دوم            |                   | محمدعلی موحد         |                |
| التبیه و الاشراف                       |                   | ابوالقاسم پاینده     |                |
| نظام ایالات در دوره صفویه              |                   | کیکاووس جهانداری     |                |
| تاریخ ایران در نخستین قرون اسلامی      |                   | جواد فلاطوری         |                |
| ایران و قضیه ایران – جلد اول           | لرد کرزن          | وحید مازندرانی       |                |
| تاریخ مختصر ایران                      |                   | رضا زاده شفق         |                |
| تاریخ فخری                             |                   | محمد وحید گلپایگانی  |                |
| شرق نزدیک در تاریخ                     |                   | قمر آریان            |                |
| تمدن ایران ساسانی                      |                   | عنایت اله رضا        |                |
| تاریخ هنر ایران – جلد دوم              |                   | بهرام فره وشی        |                |
| ایران و قضیه ایران – جلد دوم           |                   | وحید مازندرانی       |                |
| تاریخ طبری                             |                   | صادق نشاط            |                |
| تاریخ مغول در ایران                    | برتولد اشپولر     | محمود میرآفتاب       |                |
| فهرست کتاب‌های چاپی فارسی - اعلام       |                   | علی اصغر عمران       |                |
| ایران در دوران نخستین پادشاهان هخامنشی |                   | روحی ارباب           |                |
| فهرست موضوعی سی ساله 1343-1348         |                   | حسین بنی آدم         |                |
| امپراطوری صحرانوردان                   | رنه گروسه         | غلامحسین میکده       |                |
| سفر اروپاییان به ایران                 |                   |                      |                |
| تاریخ ادبیات ایران                     |                   |                      |                |
| تاریخ جنگ های صلیبی – جلد اول          |                   |                      |                |
| تاریخ جنگ های صلیبی – جلد دوم          |                   |                      |                |
| تاریخ جنگ های صلیبی – جلد سوم          |                   |                      |                |
| تاریخ ایران و ملل همجوار               |                   |                      |                |
| تحقیقاتی درباره ساسانیان               |                   |                      |                |
| تاریخ الرسول و الملوک                  |                   |                      |                |
| گزارش های باستان شناسی درایران         |                   |                      |                |
| برگزیده داستان های شاهنامه             |                   |                      |                |

### مجموعه متون فارسی
در ۴۸ جلد که به چاپ انتقادی متون چاپ‌نشده فارسی اختصاص داشت.
زنده بیدار،‌ این طفیل (ترجمهُ‌ بدیع الزمان فروزانفر)

### مجموعه فلسفه
در 14 جلد 
| عنوان                 | نویسنده          | مترجم               | نخستین سال نشر |
| --------------------- | ---------------- | ------------------- | -------------- |
| پنج رساله             | افلاطون          | محمود صناعی         |                |
| زندۀ بیدار            | ابن‌طفیل          | بدیع‌الزمان فروزانفر |                |
| عیش پیری و راز دوستی  | سیسرون           | محمد حجازی          |                |
| جمهور                 | افلاطون          | فواد روحانی         |                |
| چهاررساله             | افلاطون          | محمود صناعی         |                |
| فن شعر                | ارسطو            | عبدالحسین زرین‌کوب   |                |
| رساله درباره آزادی    | استوارت میل      | جواد شیخ الاسلامی   |                |
| کلیات زیباشناسی       | بندتو کروچه      | فواد روحانی         |                |
| گیتا                  |                  | محمدعلی موحد        |                |
| اوپه نیشدها           |                  | رضا زاده شفق        |                |
| علم ما به عالم خارج   | برتراندراسل      | منوچهر بزرگمهر      |                |
| پاسخ به ایوب          | کارل گوستاو یونگ | فواد روحانی         |                |
| مکالمات               | کنفسیوس          | کاظم زاده ایرانشهر  |                |
| فلسفه تاریخ ابن خلدون | محسن مهدی        | مجید مسعودی         |                |

### مجموعه معارف عمومی
در ۱۳۸ جلد که به دانستنی‌های عمومی می پرداخت.
| عنوان                                      | نویسنده            | مترجم                              | نخستین سال نشر |
| ------------------------------------------ | ------------------ | ---------------------------------- | -------------- |
| اقتصاد جلد اول                             | پل ساموئلسن        | حسین پیرنیا                        |                |
| جهان اسرار آمیز                            | جیمس جینز          | روح انگیز داوری                    |                |
| پرسش و پاسخهای علمی                        | الن ولز والپول     | محمدحسین صدیقی - م. ر. نصر اصفهانی |                |
| روشهای نو در روانکاوی                      |                    |                                    |                |
| اسرار بدن                                  |                    |                                    |                |
| سفر به کره ماه                             |                    |                                    |                |
| تاریخ هردوت                                |                    |                                    |                |
| رود زندگی                                  | آیزاک آسیموف       | انور شکی                           |                |
| معنی زیبایی                                |                    |                                    |                |
| تربیت نیروی انسانی                         |                    |                                    |                |
| زندگی ما به چه موادی وابسته است            | آیزاک آسیموف       | محمود بهزاد                        |                |
| کشت و بازاریابی چای                        | س. آر. هارلر       | حسن پیروزی                         |                |
| مقدمات روانکاوی                            |                    |                                    |                |
| تن آدمی                                    | آیزاک آسیموف       | محمود بهزاد                        |                |
| علم وراثت                                  | شارلوت اوبرباخ     | محمود بهزاد                        |                |
| نسبیت برای همگان                           |                    |                                    |                |
| کشفیات نوین در روانپزشکی                   | کلیفورد آلن        | اسماعیل سعادت                      |                |
| توسعه صنعتی                                |                    |                                    |                |
| دین و روان                                 |                    |                                    |                |
| فلسفه نظری جلد اول                         |                    |                                    |                |
| الفبای رشد اقتصادی                         |                    |                                    |                |
| سفر بیکران                                 |                    |                                    |                |
| اتم چیست؟                                  |                    |                                    |                |
| نظام صنعتی                                 |                    |                                    |                |
| آیین شهریاری در شرق                        |                    |                                    |                |
| فلسفه نظری جلد دوم                         |                    |                                    |                |
| بیوگرافی پیش از تولد                       |                    |                                    |                |
| سیاست جهان                                 |                    |                                    |                |
| فیزیک و فلسفه                              |                    |                                    |                |
| میراث باستانی ایران                        |                    |                                    |                |
| جامعه و حکومت                              | ، ر. م. مک آیور    | ابراهیم علی کنی                    |                |
| اقتصاد جلد دوم                             | پل ساموئلسن        | حسین پیرنیا                        |                |
| فلسفه اجتماعی                              |                    |                                    |                |
| اسرار مغز آدمی                             |                    |                                    |                |
| رمز تکوین                                  |                    |                                    |                |
| معماری اسلامی                              |                    |                                    |                |
| داروی های نوین                             | دونالد کولی        | باهر فرقانی                        |                |
| کودک عادی                                  | س. والنتاین        | حبیب الله صحیحی                    |                |
| تغذیه و بهداشت                             | آدل دیویس          | ناهید فخرائی                       |                |
| دنیای زیر اقیانوس‌ها                        |                    |                                    |                |
| بزرگان فلسفه                               |                    |                                    |                |
| اقتصاد روزمره                              | گرترود ویلیامز     | شکرالله بزرگزاد                    |                |
| مشکلات روحی جوانان                         |                    |                                    |                |
| حیات و انرژی                               | آیزاک آسیموف       | محمود بهزاد                        |                |
| الکترونیک برای جوانان                      |                    |                                    |                |
| فقط یک تریلیون                             |                    |                                    |                |
| شناخت نور                                  |                    |                                    |                |
| مثلثها                                     |                    |                                    |                |
| روانشناسی فیزیولوژیک                       | کلیفورد تی. مورگان | محمود بهزاد                        |                |
| نجوم                                       | کامیل فلاماریون    | ترجمة م. ا. تهرانی                 |                |
| آموزش و پرورش کهن و نوین                   |                    |                                    |                |
| فیزیولوژی انسانی                           | کنت واکر           | حبیب الله صحیحی                    |                |
| استانبول                                   |                    |                                    |                |
| جهان از چه ساخته شده است                   |                    |                                    |                |
| حیات در آسمانها                            |                    |                                    |                |
| اصول علم آمار                              | آندره وسرو         | سعید نحوی                          |                |
| فلورانس در عصر دانته                       |                    |                                    |                |
| تندرستی برای زندگی بهتر                    | گروه نویسندگان     | باهر فرقانی                        |                |
| هنر آموزش                                  |                    |                                    |                |
| سفرنامه مارکوپولو                          |                    |                                    |                |
| تاریخ فلسفه تربیتی جلد یک                  |                    |                                    |                |
| تاریخ فلسفه تربیتی جلد دو                  |                    |                                    |                |
| قهرمان در تاریخ                            |                    |                                    |                |
| تاریخ اروپا                                |                    |                                    |                |
| مسکو                                       |                    |                                    |                |
| هزار و یک پاسخ به پرسشهای روانشناسی کودک   | ژان. ل. ریووآر     | یدالله همایون فر                   |                |
| روانشناسی و اخلاق                          |                    |                                    |                |
| قمر مصنوعی                                 | هانس ک. کایزر      | منصور محمود                        |                |
| طب تجربی                                   | کلود برنارد        | علی فخرائی                         |                |
| زیست شیمی و رفتار جلد یک                   |                    |                                    |                |
| زیست شیمی و رفتار جلد دو                   |                    |                                    |                |
| داستان هنر نقاشی                           | دوراجین جانسون     | فرح خواجه نوری                     |                |
| صیادان میکروب                              | پل دوکروئیف        | ناهید فخرائی                       |                |
| خانواده و جامعه                            |                    |                                    |                |
| مریخ کره اسرار آمیز                        | پی یر روسو         | سعید نحوی                          |                |
| ترکیه                                      | ژان پل رو          | خانبابا بیانی                      |                |
| صنعت سحرآمیز نفت                           |                    |                                    |                |
| سیری در تاریخ فرهنگ و ادب یونان باستان     |                    |                                    |                |
| شاهان و ملکه‌های معروف                      |                    |                                    |                |
| سیرتکامل عقل نوین جلد یک                   |                    |                                    |                |
| اسرار آتلانتیس یا گنج ابوالهول             |                    |                                    |                |
| سیر تکامل عقل نوین جلد دو                  |                    |                                    |                |
| رشد فکری                                   | هاری اوراستریت     | غلامرضا بهبهانیان                  |                |
| بهداشت روانی در آموزش                      | ویلیام واتنبرگ     | ناهید فخرائی                       |                |
| دارو، درمان و انسان                        | هارولد برن         | سیاوش آگاه                         |                |
| چگونه انسان بهتری باشیم                    |                    |                                    |                |
| فلزات و انسان                              |                    |                                    |                |
| حکمت در دوران شکوفایی یونانیان             |                    |                                    |                |
| بحران جهانی کشاورزی                        |                    |                                    |                |
| زمین شیمی برای همه                         | الکساندر فرسمن     | صادق حداد کاوه                     |                |
| سرگذشت زندگی                               |                    |                                    |                |
| کامپیوتر                                   | ریچارد. ب. راش     | هادی غلامی شعاع                    |                |
| هورمون‌های انسانی                           | ریموند گرین        | سیاوش آگاه                         |                |
| به من بگو چرا؟ جلد اول                     |                    |                                    |                |
| اثر تشعشع                                  |                    |                                    |                |
| ارزشیابی کارمندان                          | ه. ژ. کرایتس       | عباس شیردل                         |                |
| غذاهای منجمد                               | گروه نویسندگان     | محمود اجلالی                       |                |
| اعترافات یک کودک زمانه                     |                    |                                    |                |
| دائره المعارف دانشمندان علم و صنعت جلد اول |                    |                                    |                |
| دائره المعارف دانشمندان علم و صنعت جلد دوم |                    |                                    |                |
| چطور خودتان را نکشید؟                      | یک پژشک خانواده    | مجتبی عشقیپور                      |                |
| سیاره معماها                               |                    |                                    |                |
| به من بگو چرا؟ جلد دوم                     |                    |                                    |                |
| افسردگی روانی                              | ث. ا. ه. واتز      | سیاوش آگاه                         |                |
| کودکیاری                                   | گروه نویسندگان     | مهری قدسی                          |                |
| آموزش و زندگی بهتر                         |                    |                                    |                |
| بیماران قلبی و طریقه زندگی آنها            | م. اودیر           | علی فخرائی                         |                |
| دائره المعارف دانشمندان علم و صنعت جلد سوم |                    |                                    |                |
| به من بگو چرا؟ جلد سوم                     |                    |                                    |                |
| انرژی اتمی در خدمت بشر                     |                    |                                    |                |
| به من بگو چرا؟ جلد چهارم                   |                    |                                    |                |
| چگونه میلیون‌ها گرسنه را سیر کنیم           |                    |                                    |                |
| آغاز عصر انرژی خورشیدی                     | دانیل هالاسی       | حسین اجلالی                        |                |
| تنظیم خانواده                              |                    |                                    |                |
| پرورش کارائی والدین                        |                    |                                    |                |
| معجزه ویتامین‌ها                            | دوریس فابر         | فریده قرچه داغی                    |                |
| آلودگی هوا                                 | لوئی جی. باتان     | سیاوش آگاه                         |                |
| مفهوم زندگی را دریابیم                     |                    |                                    |                |
| مشکلات غذایی جهان                          | ویلارد کاکرین      | احمد سیف                           |                |
| زمین، سیاره شماره سه                       | فرانکلین برانلی    | عباس نجارزاده                      |                |
| گفتگوهای علمی                              | ماری التینگ        | شهین دخت رئیس‌زاده                  |                |
| چگونه بر اضطراب غلبه نمودم                 |                    |                                    |                |
| جامعه شناسی و تعلیم و تربیت                | پ. ماسگریو         | ناهید فخرائی                       |                |
| مشتری بزرگترین سیاره                       |                    |                                    |                |
| زندگی در دریاها و اقیانوس‌ها                |                    |                                    |                |
| مکانیزهای از رشد ماندگی                    |                    |                                    |                |
| فرهنگ البسه مسلمانان                       |                    |                                    |                |
| شناختی از کشاورزی سنتی ایران               |                    |                                    |                |

### کتابشناسی‌ها
مهم‌ترین اثر این مجموعه فهرست کتاب‌های چاپی فارسی خانبابا مشار و دومین اثر از این مجموعه کتابشناسی موضوعی ایران (سالهای ۱۳۴۳–۱۳۴۸)

### مجموعه ادبیات کودکان، نوجوانان و جوانان
در آغاز شامل سه مجموعه کودکان،‌ نوجوانان و جوانان بود که بعدها چهار مجموعه دیگر «‌چهره ملل»،‌ «داستانهای ملل»،‌ «سرگذشت بزرگان» و «آیینه ایران»‌ هم در این چارچوب قرار گرفت.

### مجموعه کودکان
مجموعه ای برای گروه سنی ۴–۷ سال در ۲۴ جلد:
| عنوان                        | نویسنده          | مترجم              | نخستین سال نشر |
| ---------------------------- | ---------------- | ------------------ | -------------- |
| گردش در جنگل                 |                  |                    |                |
| پنج برادر چینی               | بیئاپ و کرت وایز | فرخ یکرنگی         |                |
| میلیون‌ها گربه                | واندا - گاگ      | فرخ یکرنگی         |                |
| هرکس خانه‌ای دارد             | لیلی ایمن (آهی)  |                    |                |
| هرکه پیداکرد مال خودش        | ویل و نیکلاس     | لیلی ایمن (آهی)    |                |
| پالتو قرمز                   | لیلی ایمن (آهی)  |                    |                |
| مزرعه شاداب                  |                  | زینب و مجید کشاورز |                |
| دکتر بیاوریم                 |                  | زینب و مجید کشاورز |                |
| ژرژ کنجکاو                   |                  | هما زاهدی          |                |
| سپیدیال                      | آلبر لاموریس     | ژاله نبوی          |                |
| قطار کوچولو                  | وتی پیپر         | سومخ               |                |
| گلهای گویا                   | عباس یمینی شریف  |                    |                |
| تخم هویج                     | روت کراوس        | سومخ               |                |
| فواره سخنگو                  | فروغ ارباب       |                    |                |
| شعرهای نوجوانان / باغ نغمه‌ها | عباس یمینی شریف  |                    |                |
| داستان‌های قابوس‌نامه          |                  |                    |                |

### مجموعه نوجوانان
مجموعه ای برای گروه سنی ۸–۱۱ سال در 24 جلد:
|    | عنوان                    | نویسنده        | مترجم              | نخستین سال نشر |
| 1  | افسانه های شیرین         | برادران گریم   | شمس الملوک مصاحب   |                |
| 2  | جان در جنگل              | جان بادن       | فریده قرچه داغی    |                |
| 3  | داستانهای برگزیده        | چند نویسنده    | محمدعلی جمالزاده   |                |
| 4  | فندق شکن                 | هوفمان         | حیدری و باقرزاده   |                |
| 5  | گل ارغوانی               |                | روحی ارباب         |                |
| 6  | داستانهای هزار و یک شب 1 |                | شمس الملوک مصاحب   |                |
| 7  | داستانهای هزار و یک شب 2 |                | شمس الملوک مصاحب   |                |
| 8  | خانم کوچولو و آقا آنتوان | اریش کستنر     | طوبی حاتم          |                |
| 9  | عینک شیر                 | شارل ویل دراک  | منصور شریف زندیه   |                |
| 10 | افسانه‌های دلپذیر         | اندرسن         | اردشیر نیک پور     |                |
| 11 | فرانسوا گوژپشت           | کنتس دوسگور    | ایرج پورباقر       |                |
| 12 | مامان کوچولو             | کلت ناست       | نگار روحانی        |                |
| 13 | داستانهای جن و پری       | کارل چاپک      | رستا مصاحب         |                |
| 14 | امیل و گارآگاهان         | اریش کستنر     | ع حیدری-ع باقرزاده |                |
| 15 | کفشهای بالت              | استریت فیلد    | منصور عظیما        |                |
| 16 | قهرمانان کوچک            |                | مهری آهی           |                |
| 17 | سرگذشت رز                | الکوت واستال   | هما زاهدی          |                |
| 18 | گربه چکمه‌پوش             |                | زینت و مجید کشاورز |                |
| 19 | تلخکامی های سفی          | کنتس دوسگور    | اسماعیل سعادت      |                |
| 20 | هفت نمایشنامه کوچک       | جیم گواندیوکت  | محمدهادی حق اندیش  |                |
| 21 | انجمن دوستی و تفریح      | جیم وولسی      | ب وزیری و ح ملاح   |                |
| 22 | کاراگاهان جوان           | ر ج مک گریگور  | پروین دواچی        |                |
| 23 | مردان کوچک (1)           | لوئزا ام الکوت | شهیندخت رئیس زاده  |                |
| 24 | مردان کوچک (2)           | لوئزا ام الکوت | شهیندخت رئیس زاده  |                |
| 24 | کورش کبیر                |                | محسن داوری         |                |

### مجموعه جوانان
مجموعه ای برای گروه سنی ۱۲–۱۵ سال در 37 جلد:
| 1  | پل و ویرژینی                          | برنارد دو سن پیر | سعید نفیسی                   | نخستین سال نشر |
| 2  | رابین هود                             | کارلا آمن        | مسعود رجب نیا                |                |
| 3  | سفر هشتاد روزه                        | ژول ورن          | حبیب اله صحیحی               |                |
| 4  | جزیره گنج                             | استیونسن         | هاجر تربیت                   |                |
| 5  | آلبرت شوایتزر                         | فاسمر دال        | آذر رهنما                    |                |
| 6  | بیست هزار فرسنگ زیر دریاها (1)        | ژول ورن          | اردشیر نیک پور               |                |
| 7  | آرزوهای بزرگ                          | چارلز دیکنز      | فرح دواچی                    |                |
| 8  | قصه های لافونتن                       | لافونتن          | نیر سعیدی                    |                |
| 9  | جزیره مرجان                           | بلنیتن           | عباس یمینی شریف              |                |
| 10 | بیست هزار فرسنگ زیر دریاها (2)        | ژول ورن          | اردشیر نیک پور               |                |
| 11 | فرزند ربوده شده                       | استیونسن         | ابوالفضل میربها              |                |
| 12 | هفت داستان                            | شکسپیر           | فریده قرچه داغی              |                |
| 13 | لورنا دون                             | اسمیت            | منوچهر روحانی                |                |
| 14 | داستان‌های منتخب                       | گی دو موپاسان    | فریده قرچه داغی              |                |
| 15 | داستانهای دوشنبه                      | آلفونس دوده      | عظیم نفیسی                   |                |
| 16 | نامه هایی از آسیای من                 |                  | جمشید توللی                  |                |
| 17 | دختر مونتزوما                         | هاگرد            | هاجر تربیت                   |                |
| 18 | مسافرت به مرکز زمین                   | ژول ورن          | فریدون وهمن                  |                |
| 19 | ناقوسها                               | چارلز دیکنز      | پریدخت مروستی – پروین دارایی |                |
| 20 | تیر سیاه                              | استیونسن         | فریده قرچه داغی              |                |
| 21 | پسری در سمرقند                        | جرج سیوا         | جلال عنایت                   |                |
| 22 | ماریا شاپدولن                         | لوئی همون        | ابوطالب صارمی                |                |
| 23 | من و خرک من                           | خ ر خیمنز        | باهره راسخ                   |                |
| 24 | مسافرت به ماه                         | ژول ورن          | اردشیر نیک پور               |                |
| 25 | قهرمانان یونان باستان                 | وراسمیر توا      | روحی ارباب                   |                |
| 26 | پسران شکارچی                          | توماس مین رید    | غلامرضا عزی                  |                |
| 27 | جنگل                                  | رودیارد کیپلینگ  | ابولفضل میربها               |                |
| 28 | کرافیتن دوروارد                       | والتر اسکات      | فریده قرچه داغی              |                |
| 29 | یاوه بازار                            | ویلیام تکری      | فرح یکرنگی                   |                |
| 30 | تصویر ژنی                             | رابرت ناتان      | شهناز شریف زاده              |                |
| 31 | دور ماه                               | ژول ورن          | اردشیر نیک پور               |                |
| 32 | طبل میان تهی                          | لئو تولستوی      | منوچهر ضرابی                 |                |
| 33 | داستان دو شهر                         | چارلز دیکنز      | مینو مشیری                   |                |
| 34 | دختران فضل فروش و چهار نمایشنامه دیگر | مولیر            | بدری وزیری و حسینعلی ملاح    |                |
| 35 | بیست هزار فرسنگ زیر دریاها (3)        | ژول ورن          | اردشیر نیک پور               |                |
| 36 | وایترینگ هایتز                        | امیلی برونته     | فریده قرچه داغی              |                |
|    | پاک باخته                             | فروغ ارباب       |                              |                |

### مجموعه چهره ملل
در۳۱ جلد:
|    | عنوان                       | نویسنده | مترجم | نخستین سال نشر |
| 1  | سرزمین و مردم ایتالیا       |         |       |                |
| 2  | سرزمین و مردم آلمان         |         |       |                |
| 3  | سرزمین و مردم ترکیه         |         |       |                |
| 4  | سرزمین و مردم ژاپن          |         |       |                |
| 5  | سرزمین و مردم یونان         |         |       |                |
| 6  | سرزمین و مردم انگلستان      |         |       |                |
| 7  | سرزمین و مردم فنلاند        |         |       |                |
| 8  | سرزمین و مردم هلند          |         |       |                |
| 9  | سرزمین و مردم فرانسه        |         |       |                |
| 10 | سرزمین و مردم اتریش         |         |       |                |
| 11 | سرزمین و مردم سوئیس         |         |       |                |
| 12 | سرزمین و مردم بلژیک         |         |       |                |
| 13 | سرزمین و مردم ایرلند        |         |       |                |
| 14 | سرزمین و مردم اسپانیا       |         |       |                |
| 15 | سرزمین و مردم اسکاتلند      |         |       |                |
| 16 | سرزمین و مردم هند           |         |       |                |
| 17 | سرزمین و مردم سوئد          |         |       |                |
| 18 | سرزمین و مردم برزیل         |         |       |                |
| 19 | سرزمین و مردم آرژانتین      |         |       |                |
| 20 | سرزمین و مردم کانادا        |         |       |                |
| 21 | سرزمین و مردم استرالیا      |         |       |                |
| 22 | سرزمین و مردم هاوایی        |         |       |                |
| 23 | سرزمین و مردم مکزیک         |         |       |                |
| 24 | سرزمین و مردم یخبندان شمال  |         |       |                |
| 25 | سرزمین و مردم پرتقال        |         |       |                |
| 26 | سرزمین و مردم پاکستان       |         |       |                |
| 27 | سرزمین و مردم ونزوئلا       |         |       |                |
| 28 | سرزمین و مردم اندونزی       |         |       |                |
| 29 | سرزمین و مردم افریقای جنوبی |         |       |                |
| 30 | سرزمین و مردم فیلیپین       |         |       |                |
| 31 | سرزمین و مردم دانمارک       |         |       |                |

### مجموعه داستانهای ملل
در 27 جلد:
|    | عنوان                       | نویسنده             | مترجم                  | نخستین سال نشر |
| 1  | داستان‌های ملل               |                     | پریچهر حکمت            |                |
| 2  | داستان‌های ژاپنی             | فلیسین شاله         | اردشیر نیک پور         |                |
| 3  | افسانه‌های ایرانی            | الول ساتون          | علی جواهر کلام         |                |
| 4  | داستان‌های چینی              | ژیزال والری         | اردشیر نیک پور         |                |
| 5  | داستان‌های روسی              | ا ک باریشینو کوا    | روحی ارباب             |                |
| 6  | داستان‌های الجزایری          | کلارا فیول          | بهرام فره وشی          |                |
| 7  | داستان‌های ملل مشرق زمین (1) | رزی فلید            | روحی ارباب             |                |
| 8  | داستان‌های هندی              | روبر فوژر           | اردشیر نیک پور         |                |
| 9  | داستان‌های ملل مشرق زمین (2) | بیستروف پینوس       | روحی ارباب             |                |
| 10 | داستان‌های ماداگاسکاری       |                     | اردشیر نیک پور         |                |
| 11 | داستان‌های یونان باستان      | امیل ژنه            | اردشیر نیک پور         |                |
| 12 | داستان‌های مکزیکی            | روبرت اسکارپی       | اردشیر نیک پور         |                |
| 13 | داستان‌های یوگوسلاوی (1)     | ناداچورچیا پردانویچ | کامیار و مهیار نیک پور |                |
| 14 | داستان‌های یوگوسلاوی (2)     | ناداچورچیا پردانویچ | کامیار و مهیار نیک پور |                |
| 15 | داستان‌های سنگالی (1)        | آندره تریس          | اردشیر نیک پور         |                |
| 16 | داستان‌های سنگالی (2)        | آندره تریس          | اردشیر نیک پور         |                |
| 17 | داستان‌های مصر باستان (1)    | مارگریت دی ون       | اردشیر نیک پور         |                |
| 18 | داستان‌های مصر باستان (2)    |                     | اردشیر نیک پور         |                |
| 19 | داستان‌های تائیتی            | آ. و. دوفور         | اردشیر نیک پور         |                |
| 20 | داستان‌های وایکینگ‌ها         | آلان بوشه           | اردشیر نیک پور         |                |
| 21 | داستان‌های اینکاها           | لامبرت              | اردشیر نیک پور         |                |
| 22 | داستان‌های افریقایی (1)      | کسلین آرنوت         | کامیار نیک پور         |                |
| 23 | داستان‌های افریقایی (2)      | کسلین آرنوت         | کامیار نیک پور         |                |
| 24 | داستان‌های لتونی             | یان نی یدره         | روحی ارباب             |                |
| 25 | داستان‌های ترکیه (1)         | مارگریت تنت         | شهیندخت رئیس زاده      |                |
| 26 | داستان‌های ترکیه (2)         | مارگریت تنت         | شهیندخت رئیس زاده      |                |
| 27 | داستان‌های سوئیسی            | راجر دو بازن        | شهیندخت رئیس زاده      |                |

### مجموعه سرگذشت بزرگان
در ۵ جلد:
|   | عنوان         | نویسنده | مترجم          | نخستین سال نشر |
| 1 | گرترود بل     |         | هوشنگ ابرامی   |                |
| 2 | مادارم کوری   |         | قهرمان قهرمانی |                |
| 3 | توماس ادیسون  |         | محمدحسین صدیقی |                |
| 4 | کاپیتان اسکات |         | منوچهر ضرابی   |                |
| 5 | شیرافریقا     |         | روح‌انگیز داوری |                |

### مجموعه آیینه ایران
در ۳ جلد:
|   | عنوان                             | نویسنده     | مترجم | نخستین سال نشر |
| 1 | یادداشت‌های حسنک یزدی در سفر گیلان | کریم کشاورز |       |                |
| 2 | تهران                             |             |       |                |
| 3 | اصفهان                            |             |       |                |

### دانشنامه ایران و اسلام
مشتمل بر ترجمه ویرایش دوم «دائرةالمعارف اسلام» به فارسی، با مقالات تکمیلی ویژه برای مدخلهای ایران.

### مجموعه کتابهای درسی
در 1 جلد
|   | عنوان           | نویسنده | مترجم | نخستین سال نشر |
| 1 | منتخب قابوس‌نامه |         |       |                |

### مجموعه کتابهای علمی
در 5 جلد
|   | عنوان                        | نویسنده | مترجم | نخستین سال نشر |
| 1 | آخرین پیشرفت‌های پزشکی        |         |       |                |
| 2 |                              |         |       |                |
| 3 | آخرین پیشرفت‌های پزشکی        |         |       |                |
| 4 | بهداشت جامعه                 |         |       |                |
| 5 | آخرین پیشرفت‌های آسیب شناسی   |         |       |                |
| 6 | آخرین پیشرفت‌های بهداشت عمومی |         |       |                |

### مجموعه کتابهای اساسی
در 5 جلد
|   | عنوان                              | نویسنده        | مترجم                 | نخستین سال نشر |
| 1 | کلیات تاریخ جلد یک                 | هربرت جورج ولز |                       |                |
| 2 | انحطاط و سقوط امپراطوری رم جلد اول |                | فرنگیس شادمان (نمازی) |                |
| 3 | انحطاط و سقوط امپراطوری رم جلد دوم |                | فرنگیس شادمان (نمازی) |                |
| 4 | کلیات تاریخ جلد دو                 | هربرت جورج ولز |                       |                |
| 5 | انحطاط و سقوط امپراطوری رم جلد سوم |                | فرنگیس شادمان (نمازی) |                |

### مجموعه کتابهای سیاسی
در 13 جلد
|    | عنوان                       | نویسنده        | مترجم | نخستین سال نشر |
| 1  | هفت سال در زندان آریامهر    | اسماعیل رائین  |       |                |
| 2  | اسناد سدان                  | اسماعیل رائین  |       |                |
| 3  | مدرس قهرمان آزادی جلد یک    | حسین مکی       |       |                |
| 4  | مدرس قهرمان آزادی جلد دو    | حسین مکی       |       |                |
| 5  | تاریخ بیست ساله ایران       | حسین مکی       |       |                |
| 6  |                             |                |       |                |
| 7  | اسرائیل فاشیم جدید          | محمدحسین وزیری |       |                |
| 8  | خاطرات یک یهودی ضد صهیونیسم | المر برگر      |       |                |
| 9  |                             |                |       |                |
| 10 | خلع ید قسمت اول             | حسین مکی       |       |                |
| 10 | خلع ید قسمت دوم             | حسین مکی       |       |                |
| 11 | وقایع سی تیر 1331           | حسین مکی       |       |                |
| 12 | قدرت‌های جهانی در قرن بیستم  | هریت وارد      |       |                |
| 13 | امیرکبیر                    | حسین مکی       |       |                |

### مراکز فرهنگ و تمدن
در 7 جلد:
|   | عنوان           | نویسنده | مترجم           | نخستین سال نشر |
| 1 | بخارا           |         | محمود محمودی    |                |
| 2 | رم در عصر اگوست |         | ابوطالب صارمی   |                |
| 3 | دمشق            |         | جلال الدین اعلم |                |
| 4 | قاهره           |         | محمود محمودی    |                |
| 5 | شیکاگو          |         | منصور فراسیون   |                |
| 6 | انطاکیه         |         | تورج سپهری      |                |
| 7 | اسپانیای اسلامی |         | محمدعلی طالقانی |                |

## فهرست کتاب‌های بنگاه به زبان‌های دیگر

### مجموعه میراث ایران
در ۳۶ عنوان،‌ این مجموعه بر اساس پیشنهاد یارشاطر و برنامه یونسکو برای ترجمه آثار برگزیده فارسی آغاز شد. در ۱۳۴۰، یونسکو با حضور شماری از شرق شناسان، از جمله مورگنستیرنه، آربری، ماسه، گوستاو فون گرونبام، الساندرو بوزانی و مقامات یونسکو، موافقتنامه مجموعه تازه‌ای با عنوان میراث ایران را تنظیم کرد. کتابهای این مجموعه آثار ادبی، تاریخی، فلسفی و عرفانی به انگلیسی، فرانسوی، آلمانی، ایتالیایی و ژاپنی را شامل می‌شد.

### مجموعه مطالعات ایرانی
شامل تک‌نگاریهای تحقیقی در زمینه مطالعات ایرانی (دوازده جلد منتشر شده‌است).

### مجموعه ادبیات نوین فارسی
در هشت جلد